# (22) Calliope
Pour les articles homonymes, voir Calliope (homonymie).
(22) Calliope est un grand astéroïde de type M de la ceinture d'astéroïdes découvert par John Russell Hind le 16 novembre 1852. Il est nommé d'après Calliope, la Muse grecque de la poésie épique. Il est accompagné d'une petite lune nommée Linus.

## Caractéristiques
Calliope est de forme quelque peu allongée, d'environ 166 km de diamètre, et légèrement asymétrique, comme en témoignent les images prises avec le VLT à l'observatoire européen austral. Ce diamètre, qui a été mesuré en observant les éclipses mutuelles de Calliope et Linus, est de 8 % inférieur à celui calculé à partir des observations du satellite infrarouge IRAS.
Le spectre de Calliope est de type M, indiquant que sa surface peut être partiellement composée de nickel ferreux. La densité de l'astéroïde est d'environ 3,4 g/cm3. Dans la mesure où l'astéroïde est susceptible d'être une agglomération de matière recomposée, cela suggère une porosité éventuelle de 20-40 %, soit une densité du matériau de 4.2 à 5.8 g/cm3, signifiant in fine que Calliope est probablement constitué d'un mélange de métal et de silicates. Les études spectroscopiques ont montré, cependant, des preuves de présence de minéraux hydratés et de silicates, ce qui indiquerait plutôt une composition de surface rocheuse. Calliope dispose également d'un albédo radar faible, ce qui est incompatible avec une surface purement métallique.
L'analyse de la courbe de lumière indique des points polaires probables pour Calliope aux coordonnées écliptiques (β, λ) = (-23°, 20°), avec une incertitude de 10°, ce qui donne à Calliope une inclinaison axiale de 103°. La rotation de Calliope est par ailleurs légèrement rétrograde.

## Satellite
Calliope a un satellite naturel connu, Linus, ou encore officiellement (22) Calliope I Linus. Il est assez grand pour une lune astéroïdale, faisant environ 28 km de diamètre, et est un corps céleste d'importance à lui tout seul. La lune orbite à environ 1100 km du centre de Calliope, ce qui équivaut à environ 13,2 rayons de Calliope. Linus a été découvert le 29 août 2001 par Jean-Luc Margot et Michael E. Brown, cependant une autre équipe dirigée par William Merline détecta également la lune 3 jours plus tard, de façon indépendante.

## Première occultation stellaire
Le 7 novembre 2006, la première occultation stellaire par le satellite d'un astéroïde (Linus) a été observée avec succès par un groupe d'observateurs japonais selon une prédiction qui a été faite juste une journée auparavant par Berthier et al. sur la base de plus de 5 ans d'observations régulières du système binaire Calliope à l'aide de systèmes d'optique adaptative sur des télescopes terrestres. Les cordes observées pour Linus ont donné une occasion unique d'estimer la taille de la petite lune qui a été estimée à 20-28 km.

## Compléments